# Krzysztof Stroiński (aktuariusz)
Krzysztof Stroiński (ur. 7 lipca 1955 w Warszawie) – polski aktuariusz, doktor nauk matematycznych, twórca aktuariatu w Polsce powojennej, założyciel i pierwszy prezes Polskiego Stowarzyszenia Aktuariuszy.
Magister Wydziału Matematyki, Informatyki i Mechaniki Uniwersytetu Warszawskiego z 1980 r. Doktorat zrobił w 1987 r. na uniwersytecie Heriot–Watt University w Edynburgu (Department of Actuarial Mathematics and Statistics, promotor Iain Currie). Wykładał nauki aktuarialne na Uniwersytecie Zachodniego Ontario w Kanadzie oraz City University w Londynie. W 1989 r. na zaproszenie Ministerstwa Finansów (Leszka Balcerowicza i Stefana Kawalca) założył przy współpracy Wydziału Nauk Ekonomicznych Uniwersytetu Warszawskiego i wsparciu finansowym Canadian International Development Agency (CIDA) Letnie Szkoły Nauk Aktuarialnych, kształcące pierwszych, powojennych aktuariuszy w Polsce. Aktuariuszy szkolił również w Rosji, na Ukrainie, Litwie, Cyprze i w Egipcie. W 1991 roku został pierwszym prezesem zarejestrowanego w tym samym roku Polskiego Stowarzyszenia Aktuariuszy. W latach 2010–2017 był przewodniczącym Państwowej Komisji Egzaminacyjnej dla Aktuariuszy. Partner Deloitte w latach 2002–2018, gdzie kierował zespołem AIS (Actuarial And Insurance Solutions) oraz realizował projekty aktuarialne i ubezpieczeniowe m.in. implementacje i przeglądy Embedded Value, projekty due diligence, zagadnienia związane z wypłacalnością zakładów działających w Polsce i w Europie Centralnej. Posiada Licencję Aktuarialną nr 0006 wydaną przez Ministerstwo Finansów w 1996 r.

## Wybrane publikacje naukowe
- D. A Stanford, K. J Stroinski, K Lee, Ruin probabilities based at claim instants for some non-Poisson claim processes, „Insurance -Amsterdam-”, 26 (2-3), 2000, s. 251–267, ISSN 0167-6687, OCLC 195835106 [dostęp 2020-04-17] (ang.).
- D.A Stanford, K.J Stroiński, Recursive Methods for Computing Finite-Time Ruin Probabilities for Phase-Distributed Claim Sizes, „ASTIN Bull. ASTIN Bulletin”, 24 (2), 1994, s. 235–254, ISSN 0515-0361, OCLC 4632387243 [dostęp 2020-04-17] (ang.).
- Krzysztof J Stroiński, Iain D Currie, Selection of variables for automobile insurance rating, „Insurance: Mathematics and Economics Insurance: Mathematics and Economics”, 8 (1), 1989, s. 35–46, ISSN 0167-6687, OCLC 4657776750 [dostęp 2020-04-17] (ang.).
- P. M Booth, K. J Stroinski, THE JOINT DEVELOPMENT OF INSURANCE AND INVESTMENT MARKETS IN POLAND: AN ANALYSIS OF ACTUARIAL RISKS, „britactuj British Actuarial Journal”, 2 (3), 1996, s. 741–763, ISSN 1357-3217, OCLC 5549947630 [dostęp 2020-04-17] (ang.).
- Philip M Booth, Krzysztof Stroinski, The insurance and investment markets in Poland, London: Dept. of Actuarial Science & Statistics, City University, 1994, ISBN 978-1-874770-67-1, OCLC 137564415 [dostęp 2020-04-17] (ang.). Brak numerów stron w książce